# Damat Ferid Pacha
Damat Mehmet Adil Ferit, connu comme Damat Ferid Pacha, né en 1853 à Constantinople (Empire ottoman) et mort le 6 octobre 1923 à Nice (France), est un homme d'État ottoman. 

## Biographie

### Jeunesse et études
Il étudie à l'École libre des sciences politiques.

### Parcours professionnel
Il occupe par deux fois le poste de grand vizir (du 4 mars 1919 au 2 octobre 1919 puis du 5 avril 1920 au 21 octobre 1920). En tant que grand vizir (premier ministre) il est l'un des signataires ottomans du traité de Sèvres.

### Vie personnelle
En 1886, il épouse la princesse Mediha Sultan (en), la fille du sultan ottoman Abdülmecid Ier, et reçoit le titre honorifique de Damat (signifiant "Consort" de la dynastie ottomane).